# Gustave-Joseph Witkowski
Pour les personnes ayant le même patronyme, voir Witkowski.
Gustave-Joseph-Alphonse Witkowski, né le 21 mars 1844 à Nevers et mort le 24 janvier 1923 à Paris, est un médecin, historien, anthropologue et vulgarisateur français.

## Biographie
Il nait à Nevers d’un père, réfugié polonais de la révolution de 1830, qui était médecin reçu de la faculté de médecine de Montpellier.
Son père mourut en 1846 et sa mère épousa en secondes noces, en 1862, un architecte, M. Goyard, qui s’empressa d’interrompre les études de son beau-fils âgé de 18 ans, pour lui confier la direction du chantier de la construction de l’église Saint-Ambroise.
Au décès de sa mère, en 1866, il s’empresse de quitter son beau-père et son métier, pour embrasser le métier de son père. Il est reçu bachelier ès-lettres en 1868 et s’inscrit alors à l'École de médecine de Paris. Il est reçu externe des hôpitaux de Paris.
Durant la guerre franco-prussienne, il prend les fonctions de médecin de l’ambulance de la Porte de Montempoivre, le 24 septembre 1870, puis de médecin aide-major auxiliaire du 82e bataillon de marche, le 2 décembre 1870.
À la fin de son service de trois ans, il obtient la médaille de bronze des hôpitaux de Paris. Le 13 août 1872, il soutient sa thèse de doctorat, intitulée De la méthode à suivre dans l'examen clinique des maladies des yeux, devant la faculté de médecine de Paris.
Il s’établit ensuite médecin à Franconville (Seine-et-Oise), ville dont il devient, en 1875, conseiller municipal.
En 1877, il devient médecin de la Compagnie des chemins de fer du Nord, fonction qu’il assure jusqu’en 1888. En 1888, il s’installe médecin, à Paris, au 17, avenue Trudaine, avec les fonctions de médecin du théâtre du Gymnase.
Il collabore à plusieurs journaux et revues scientifiques : au Le Journal de la Santé, à la Médecine populaire
, au Petit Médecin des Familles, à la Science pour tous, à L'Hygiène pour tous, au Praticien, à la Gazette de Gynécologie, au Livre et l'Image, etc.
Il est l'auteur de nombreux ouvrages de vulgarisation, bien documentés, sur l'anatomie, la médecine, l'histoire de la médecine, etc. ; livres écrits seul ou en collaboration avec d'autres médecins : Ladislas-Xavier Gorecki et Lucien Nass, par exemple. Il commet deux ouvrages qui traitent des carabins, avec Augustin Cabanès. Il produit une littérature, autour de ce que l'on ne nomme pas encore la sexologie, avec la collaboration de Georges Berte, collectionneur passionné qui documenta ses recherches.
Il est l'inventeur d'un auto-panseur qui porte son nom ; cet « appareil permet à la femme de porter elle-même, dans les voies génitales, les topiques prescrits par le médecin. »
Il meurt le 24 janvier 1923, rue des Feuillantines, dans le 5e arrondissement de Paris.

### Sociétés savantes
Il était membre de plusieurs sociétés savantes :
- en 1868 : de la Société thérapeutique expérimentale de France ;
- en 1880 : de la Société de la Presse scientifique & de la Société française d’Hygiène ;
- en 1887 : de la Société d’Hygiène de l’Enfance[12].

### Honneurs et décorations
Pour son œuvre de vulgarisation, il reçut la reconnaissance des éducateurs:
- En 1879, il reçoit la médaille de bronze de la Société pour l’Instruction élémentaire[13].
- En 1883, il est fait officier d'Académie.
- Le 13 juillet 1889, il est promu officier de l'Instruction publique.

## Ses œuvres
- De la méthode à suivre dans l'examen clinique des maladies des yeux, thèse de doctorat de médecine, Paris : Pichon et Cie, 1872, 70 p., fig., tabl. ; in-8°
- Anatomie iconoclastique: atlas complémentaire de tous les ouvrages traitant de l'anatomie et de la physiologie humaines, composé de planches découpées, coloriées et superposées : texte inclus, Paris : H. Lauwereyns, 11 vol., 1876-? — vol.1 : Le corps humain, 1876 — vol.2 : Le Cerveau : Encéphale & centres moteurs, 1878 — vol.3 : L'Oreille et la Dent, 1877 — vol.4 : Le Larynx et la Langue, 1876 — vol.5 : Œil, 1879 — vol.6 : Organes génitaux et périnée de la femme, s.d. — vol.7 : Organes génitaux et périnée de l'homme, 1880 — vol.8 : Le Squelette et les Articulations, s.d. — vol.9 : La Main,    — vol.10 : Le Pied,  — vol.11 : La grossesse à terme,
- Structure et fonctions du corps humain, Paris : H. Lauwereyns, 1877, 568 p.
- Les joyeusetés de la médecine; anecdotes, bon mots, pensées, chansons, épigrammes, etc., recueillis et annotés, Paris : C. Marpon et E. Flammarion, 324 p., 2 eaux-fortes
- La médecine littéraire et anecdotique : Morceaux choisis en prose ou en vers, curiosités pathologiques et scientifiques, anecdotes, maximes, épigrammes, etc., avec Ladislas-Xavier Gorecki, Paris : C. Marpon et E. Flammarion, 1881
- Le corps humain, Paris, H. Lauwereyns, 1882, 692 p., 437 fig.
- Le Pied, anatomie et physiologie, Paris :  G. Steinheil, 1884, in-8° , 19 p.
- Le mal qu'on a dit des médecins, Paris : C. Marpon et E . Flammarion, 1884, 2 vol. — 1re série : Auteurs grecs et latins, 239 p.. — 2e série : auteurs français jusqu'à Molière .
- La génération humaine, Paris :  G. Steinheil, 1886, 434 p., 260 fig.
- Histoire des accouchements chez tous les peuples, Paris :  G. Steinheil, 1887, 2 volumes in-8°  — vol.1 : 828 p., 1584 fig.  — vol.2 :
- Les accouchements à la cour, Paris :  G. Steinheil, 1890, in-8°, 432 p., 208 fig.
- Accoucheurs et sages-femmes célèbres : esquisses biographiques, Paris : G. Steinheil, 1891, 402 p., fig.
- Anecdotes & curiosités historiques sur les accouchements, Paris :  G. Steinheil, 1892, 384 p.
- Les Accouchements dans les beaux-arts, dans la littérature et au théâtre, Paris :  G. Steinheil, 1894, in-8° , 590 p., 212 fig.
- Anecdotes médicales, bons mots, pensées et maximes - chansons, épigrammes, etc., Paris :  G. Steinheil, 1897, 312 p.
- Tetoniana : curiosités médicales, littéraires et artistiques sur les seins et l'allaitement, Paris : A. Maloine, 1898, 370 p., 180 fig.
- Anecdotes historiques et religieuses sur les seins et l'allaitement: comprenant l'histoire du décolletage et du corset, Paris : A. Maloine, 1898, 390 p.
- Les seins dans l'histoire, Paris : A. Maloine, 1903, 366 p., fig.
- Les médecins au théâtre, Paris A. Maloine, 1905 — vol.1 : De l'antiquité au dix-septième siècle, 584 p.  — vol.2 : Dix-huitième siècle, 568 p.
- Les seins à l'église, Paris : Maloine, 1907, VIII + 383 p. & 265 gravures.
- L'art profane à l'église; ses licences symboliques, satiriques et fantaisistes. Contribution à l'étude archéologique et artistique des édifices religieux, 2 vol. Paris : Jean Schemit, 1908 - vol.1 : France, 500p., 636 fig.  — vol.2 : Étranger : 498 p., 534 fig.
- Le nu au théâtre, depuis l'antiquité jusqu'à nos jours, avec Lucien Nass, Paris : Daragon, 1909, in-8°, 423 p., fig.  /
- Gayetez d'Esculape, avec Augustin Cabanès, Paris : A. Maloine, 1909, 485 p.
- L'art chrétien, ses licences. (Complément de L'art profane à l'église)- France et étranger, Paris : J. Schemit, 1912, XXII + 159 p, 120 fig. & 4 pl. — réédité sous le titre Les Licences de l'art chrétien, nouvelle édition, revue et augmentée, Paris : Bibliothèque des curieux, 1920.
- Comment moururent les rois de France, Paris : Bibliothèque des Curieux, 1920, 276 p., 33 fig.
- Les licences de l'art chrétien, Paris : Bibliothèque des curieux, 1920, 164 p.
- Curiosa de médecine littéraire, anecdotique, artistique, Paris : Le François, 1920, 272 p.
- L'Esprit d'Esculape, avec Augustin Cabanès, Paris : E. Le François, 1922, 284 p.

NOTES
- Il est en outre l'auteur, en 1917, d'une autobiographie, distribuée à environ 200 exemplaires, mais qui ne fut pas commercialisée et qui n'a pas fait l'objet de dépôt légal :  Witkowski (G.-J.) Autobiographie, La Roche-sur-Yon : impr. centrale de l'Ouest, 1917, 2 portraits, suivie d'un post-scriptum. (BnF : à lire en ligne)
- Il est soupçonné d'être l'auteur, sous le pseudonyme de Docteur Aristaque[14], de Silhouettes médicales et para-médicales - I - Le docteur Cabanès, 1915, 59 p.
- Le fonds d'archives de la Wellcome Library à Londres recèle des écrits impubliés de Witkowski, et en particulier un tapuscrit, corrigé de la main de l'auteur et titré : Comment j'ai appris l'Histoire Sainte[15], au contenu qualifié de « satirique, rabelaisien et fortement anticlérical », et un : Comment j'ai appris l'histoire de France[16], en 9 volumes.